# Dębnik (Petite-Pologne)
Pour les articles homonymes, voir Dębnik.
Dębnik est une localité polonaise de la gmina de Krzeszowice, située dans le powiat de Cracovie en voïvodie de Petite-Pologne.